# Бланка Ромеро
Бланка Ромеро (ісп. Blanca Romero, нвр. 2 червня 1976) — іспанська акторка, модель і співачка. Найбільш відома за роллю викладачки філософії Ірені Кальво Аспеолеа в телесеріалі «Фізика чи хімія». Має перуанське та ромське коріння.

## Життєпис
Бланка Ромеро народилася 2 червня 1976 року в місті Хіхон в Астурії. У 14 років уперше взяла участь у показі в місцевому бутіку, після чого зацікавилася світом моди. У 17-річному віці переїхала до Мадриду, а вже через два роки опинилася в Парижі, де знімалася для таких брендів, як Givenchy та Madame. У 2008 році взяла участь в ЕКСПО-2008 у Сарагосі, знімається оголеною в журналі ELLE.
У 2001 році Ромеро захопилася музикою, записавши свою першу пісню, коли не могла виходити з дому з друзями в Хіхоні в страшний час[який?]. Протягом цих 15 днів вона писала.
Телевізійну кар'єру Ромеро розпочала зі зйомок у шоу Puntodoc (канал Antena 3) та El club de Flo (канал laSexta). У 2008 році вона прийняла пропозицію про зйомки в серіалі «Фізика чи хімія», де зіграла Ірені Кальво Аспеолеа, викладачку філософії. Також Ромеро брала участь як експертка в іспанській версії шоу «Топ-модель по-американськи», брала участь в інших передачах на іспанському телебаченні.
Вона дебютувала в кіно у 2009 році з фільмом «Після», до кінця 2011 року вийшов фільм «Мертвих не чіпай, дитинко», і у 2012 році — фільм «Кінець».
У 2015 році зіграла в першому сезоні серіалу Antena 3 Bajo sospecha таємної офіцерки поліції в партнерстві з Йоном Гонсалесом. Після поновлення на другий сезон було опубліковано, що Ромеро не продовжить роботу в проєкті, її замінить Олівія Моліна. Через рік було оголошено, що вона підписала контракт на участь у мінісеріалі La luz de la esperanza на телеканалі La 1 разом із Ісаком Феррізом, Наталією де Моліною та Пепом Антоном Муньосом.
У 2020 році було підтверджено, що вона повторить роль Ірен Кальво Аспеолеа у Física o químicaː El reencuentro для платформи Atresplayer Premium.
1996 року народила доньку Люсі. Мала стосунки з Хоакіном Кортесом, у 2001—2004 роках була одружена з іспанським матадором Каетано Рівера Ордоньєсом.

## Фільмографія
| Рік              | Назва                         | Оригінал назви                   | Роль                                              |
| ---------------- | ----------------------------- | -------------------------------- | ------------------------------------------------- |
| 2008–2009 , 2011 | Фізика або хімія              | Física o Química                 | Ірені Кальво                                      |
| 2009             | Afterparty                    | After                            | Ана                                               |
| 2011             | Мертвих не чіпай, дитинко     | Los muertos no se tocan, nene    | ?                                                 |
| 2012             | Кінець світу                  | Fin                              | Кова                                              |
| 2012–2013        | Острів                        | L'isola                          | Тара Ріва                                         |
| 2015             | Під підозрою                  | Bajo sospecha                    | Лаура Кортес / Лаура Гонсалес Сарм'єнто (8 серій) |
| 2017             | Світло Ельни                  | La llum d'Elna                   | Мая                                               |
| 2020–2021        | Фізика чи хіміяː Возз'єднання | Física o químicaː El reencuentro | Ірені Кальво (2 епізоди)                          |
| 2017             | Ласкаво просимо до Едему      | Welcome to Eden                  | Роберта                                           |

2015 Bajo sospecha Laura Cortés/Laura González Sarmiento Antena 3 8 серій
2017 Телефільм La llum d'Elna Maya TV3
2020—2021 Física o químicaː El reencuentro Irene Calvo Azpeolea Atresplayer Premium 2 епізоди
2022 Ласкаво просимо до Eden Roberta Netflix

## Нагороди
| Рік  | Категорія                                         | Фільм      | Результат |
| ---- | ------------------------------------------------- | ---------- | --------- |
| 2009 | Премія Cosmopolitan Fun Fearless Female           | Afterparty | Перемога  |
| 2009 | Премія Гойя за найкращий жіночий акторський дебют | Afterparty | Номінація |